# منتخب الصين تحت 20 سنة لكرة القدم
منتخب الصين تحت 20 سنة لكرة القدم (بالصينية: 中国国家青年足球队) هو ممثل الصين الرسمي في المنافسات الدولية في كرة القدم في فئة كرة قدم تحت 20 سنة للرجال، يديريه اتحاد الصين لكرة القدم.